# W starej Arizonie
W starej Arizonie (In Old Arizona) – film produkcji amerykańskiej, z gatunku western, w reżyserii Raoula Walsha i Irvinga Cummingsa z 1928.
Nagroda za najlepszy film Oskar w 1929 roku. Ceremonia odbyła się w czwartek 16 maja 1926 r. w Hollywood Rooswelt Hotel.

## Obsada
- Warner Baxter
- Edmund Lowe
- Dorothy Burgess
- John Farrell MacDonald
- Frank Campeau